# Джонсон, Уилфрид
Уилфрид Джонсон (англ. Wilfrid Johnson; 15 октября 1885, Лондон — 21 июня 1960, Niton, Юго-Восточная Англия) — британский игрок в лакросс, серебряный призёр летних Олимпийских игр 1908 года.
На Играх 1908 года в Лондоне Джонсон участвовал в мужском турнире, в котором его сборная заняла второе место, проиграв в единственном матче Канаде.